# Kevin McHale (diễn viên)
Kevin Michael McHale (sinh ngày 14 tháng 6 năm 1988) là một diễn viên, vũ công và ca sĩ người Mỹ. Là cựu thành viên ban nhạc NLT, anh được biết đến với vai Artie Abrams trong sê ri phim truyền hình Glee.

## Cuộc đời và sự nghiệp
Kevin được sinh ra ở Plano, Texas, là con út trong một gia đình có bốn người con. Kevin có nguồn gốc từ những người di cư từ County Mayo, Ireland.
Anh thú nhận với Ryan Seacrest rằng mình lớn lên cùng nữ diễn viên và ca sĩ của Disney Channel Demi Lovato. Trước khi trở thành diễn viên, Kevin gia nhập nhóm nhạc R&B nam NLT (viết tắt của "Not Like Them"), được thành lập bởi Chris Stokes. Ngày 13 tháng 3 năm 2007, họ cho ra mắt đĩa đơn đầu tay, "That Girl". Tháng tiếp theo họ cùng Chantelle Paige biểu diễn mở màn cho The Pussycat Dolls. Ban nhạc cũng xuất hiện với tư cách khách mời trong bộ phim Bratz: The Movie. Ngày 30 tháng 4 năm 2009, thành viên Travis Michael Garland thông báo là nhóm đã tan rã.
Kevin hiện thủ vai chính trong Glee với vai Artie Abrams, thành viên bị khuyết tật trong nhóm hát của trường trung học McKinley. Mặc dù nhân vật của mình phải ngồi xe lăn, Kevin là một vũ công điêu luyện và đa từng nói rằng rất khó để giữ chân mình không nhún nhảy theo âm nhạc khi ghi hình. Ca khúc solo đầu tiên của anh trong Glee là "Dancing with Myself" trong tập "Wheels". Trong tập "Dream On", anh nhảy bài "The Safety Dance" trong trí tưởng tượng của mình và sau đó thể hiện ca khúc "Dream a Little Dream of Me". Trong tập "Britney/Brittany" anh biểu diễn solo ca khúc "Stronger" trong một giấc mơ sau khi được nha sỹ tiêm thuốc tê để thực hiện một cuộc phẫu thuật. Anh cũng tưởng tượng ra cảnh mình nhảy bài "Scream" cùng Harry Shum, Jr. trong tập "Michael".
Sự nghiệp diễn xuất của Kevin bao gồm một vai diễn trong The Office của NBC trong tập "Launch Party" ở mùa thứ tư trong vai một người giao hàng pizza bị nhân vật Michael Scott của Steve Carell bắt cóc làm con tin. Năm 2008, Kevin xuất hiện trong hai tập phim True Blood của HBO trong vai Neil Jones, phụ tá của một bác sĩ pháp y. Kevin cũng góp mặt trong 3 tập phim Zoey 101 của Nickelodeon trong vai Dooley.
Năm 2010, Kevin xuất hiện một chút trong video âm nhạc "Blacklight" của One Call cùng với cựu thành viên nhóm NLT Justin Thorne, giờ đây là thành viên One Call.
Tháng 6 năm 2011, Kevin xuất hiện trong video âm nhạc "Last Friday Night (T.G.I.F.)" của Katy Perry cùng với bạn diễn Glee Darren Criss.
Ngày 22 tháng 7 năm 2012, Kevin cùng Demi Lovato dẫn chương trình cho lễ trao giải 2012 Teen Choice Awards.
Tháng 9 năm 2012, anh cùng chú chó Sophie của mình xuất hiện trong chiến dịch quảng của PETA để cổ động việc nhận nuôi thú hoang.

## Các phim đã đóng
| Tên Phim                                 | Năm       | Vai diễn                                  | Ghi chú |
| ---------------------------------------- | --------- | ----------------------------------------- | --- |
| All That                                 | 2005      | Mark                                      | Tập: "On-Air Dares" |
| Ruthless                                 | 2005      | Hàng xóm Neil                             | Phim ngắn |
| The Office                               | 2007      | Người giao hàng                           | Tập: "Launch Party" |
| Bratz: The Movie                         | 2007      | Người thử giọng cho một cuộc thi tài năng | Khách mời |
| Phim quảng cáo của máy khử mùi Frebreeze | n/a       | Người con trai đang chơi điện tử          | |
| Zoey 101                                 | 2007–2008 | Dooley Fibadoo                            | 3 tập: "Wrestling", "Goodbye Zoey: Part 1", "Goodbye Zoey: Part 2" |
| True Blood                               | 2008      | Neil Jones                                | 2 tập: "Escape from Dragon House", "Cold Ground". |
| Glee                                     | 2009–nay  | Artie Abrams                              | - Vai chính - Screen Actors Guild Award giải Tập thể diễn viên xuất sắc trong một sê ri phim hài - Được đề cử: 2010 Teen Choice Awards giải Nam diễn viên truyền hình đột phá - Được đề cử: 2010 Teen Choice Awards giải Ca khúc nhóm xuất sắc (cùng với dàn diễn viên Glee) |
| Glee: The 3D Concert Movie               | 2011      | Artie Abrams                              | |
| The Glee Project                         | 2011–2012 | Chính mình                                | 2 tập: "Generosity", "Adaptability" |
| 2012 Teen Choice Awards                  | 2012      | Chính mình                                | Dẫn chương trình, được Fox phát sóng |

### Video âm nhạc
- "There You'll Be" của Faith Hill
- "That Girl" của NLT
- "She Said, I Said (Time We Let Go)" của NLT
- "Karma" của NLT
- "Blacklight" của One Call
- "Last Friday Night (T.G.I.F.)" của Katy Perry (trong vai Everett McDonald)